# European Industrial Gases Association

Logo der EIGA

Die European Industrial Gases Association AISBL (EIGA) ist ein Verband, der den größten Teil der europäischen und einige nicht-europäische Unternehmen vertritt, die Industrie-, Medizin- und Lebensmittelgase produzieren. Sie hat ihren Sitz in Brüssel.
Die Mitgliedsunternehmen arbeiten in Angelegenheiten der Sicherheit, der Produktion, des Transportes, der Lagerung und der Anwendung zusammen. EIGA unterstützt auch die Entwicklung von Standards und hilft Normungsorganen mit technologischer Sachkenntnis.
EIGA arbeitet mit allen nationalen und regionalen industriellen Gasverbänden der Welt zusammen, wie AIGA (Singapur), ANZIGA (Australien/Neuseeland), CGA (USA), JIGA (Japan), SACGA (Südafrika), die alle mit der EIGA assoziiert sind.

## Geschichte
Die Commission Permanente Internationale (CPI) de l’acétylène, de la soudure autogène et des industries qui s’y rattachent (deutsch Permanente internationale Kommission für Azetylen, Gasschmelzschweißen und der angeschlossenen Industrien) wurde am 15. Dezember 1923 in Paris gegründet. 1989 fusionierte die CPI mit der European Dry Ice Association (EDIA; deutsch Europäische Trockeneis-Vereinigung), die 1953 gegründet worden war. Der neue Verband, bekannt als CPI, nahm 1990 Sitz in Brüssel und änderte im April 1991 seinen Namen in European Industrial Gases Association (EIGA).

## Politik
Die EIGA fungiert auch als eine Lobbyplattform für Gasunternehmen in Brüssel.